# Xanthocephalum
 Xanthocephalum   Willd., 1807 è un genere di piante angiosperme dicotiledoni della famiglia delle Asteraceae, sottofamiglia Asteroideae, tribù Astereae (North American lineage) e sottotribù Machaerantherinae.

## Etimologia
Il nome del genere deriva dal greco "xanthos" (= giallo) e "kephale" (= testa); e fa riferimento al colore dei fiori delle specie di questo genere.
Il nome scientifico del genere è stato definito dal botanico Carl Ludwig Willdenow (1765-1812) nella pubblicazione " Magazin für die neuesten Entdeckungen in der gesammten Naturkunde, Gesellschaft Naturforschender Freunde zu Berlin . Berlin" ( Mag. Neuesten Entdeck. Gesammten Naturk. Ges. Naturf. Freunde Berlin 1: 140) del 1807.

## Descrizione
Portamento. Le specie di questo genere hanno un ciclo biologico annuale o perenne con habitus erbaceo. Le superfici possono essere ghiandolose o glutinose o resinose.
Fusto. La parte aerea è eretta o prostrata (o decombente-ascendente), semplice o ramosa. La parte sotterranea consiste in fitte radici rizomatose. Altezza media: 2 - 200 cm.
Foglie. Le foglie, in maggioranza cauline, lungo il caule sono disposte in modo alternato e sessile (talvolta sono decorrenti); la lamina è intera (o dentato-spinulosa) con forme oblanceolate; sono mononervate; la pagina fogliare può essere glabra o punteggiate di ghiandole (a volte stipitato-ghiandolari).
Infiorescenza. Le sinflorescenze sono sia scapose (capolini solitari) che composte da diversi capolini raccolti in lasse formazioni corimbose o in altro modo. Le infiorescenze vere e proprie sono composte da un capolino terminale peduncolato di tipo radiato o discoide. I capolini sono formati da un involucro, con forme da emisferiche a campanulate, composto da 30 - 40 brattee, al cui interno un ricettacolo fa da base ai fiori di due tipi: fiori del raggio e fiori del disco. Le brattee, appressate con forme ovato-lanceolate e a consistenza erbacea (indurite alla base), sono disposte in modo più o meno embricato su 2 - 4 serie. Il ricettacolo (senza pagliette) a protezione della base dei fiori ha delle forme u poco convesse. Dimensione degli involucri: 2,3 - 4 x 5 - 7 mm.
Fiori.  I fiori sono tetra-ciclici (formati cioè da 4 verticilli: calice – corolla – androceo – gineceo) e pentameri (calice e corolla formati da 5 elementi). Si distinguono in:
- fiori del raggio (esterni): da 14 a 62 per capolino, sono femminili e sono disposti su 1 - 2 serie; la forma è ligulata (zigomorfa); possono essere assenti;
- fiori del disco (centrali): sono più numerosi (da 40 a 200) con forme brevemente tubulose (attinomorfe); sono ermafroditi.

- Formula fiorale:

*/x K {\displaystyle \infty }, [C (5), A (5)], G 2 (infero), achenio
- Calice: i sepali del calice sono ridotti ad una coroncina di squame.

- Corolla:

- fiori del raggio: la forma della corolla alla base è più o meno tubulosa-imbutiforme, mentre all'apice è ligulata; la ligula può terminare con alcuni denti; il colore è giallo;
- fiori del disco: la forma è strettamente tubulare bruscamente divaricata in 5 lobi; i lobi, patenti o eretti, hanno una forma triangolare-lanceolata; il colore è giallo.

- Androceo: l'androceo è formato da 5 stami sorretti da filamenti generalmente liberi; gli stami sono connati e formano un manicotto circondante lo stilo; le teche (produttrici del polline) alla base sono troncate e sono lievemente auricolate (molto raramente sono speronate o hanno una coda); le appendici apicali delle antere hanno delle forme piatte e lanceolate; il tessuto endoteciale (rivestimento interno dell'antera) è quasi sempre polarizzato (con due superfici distinte: una verso l'esterno e una verso l'interno). Il polline è sferico con un diametro medio di circa 25 micron;  è tricolporato (con tre aperture sia di tipo a fessura che tipo isodiametrica o poro) ed è echinato (con punte sporgenti).

- Gineceo: l'ovario è infero uniloculare formato da 2 carpelli. Lo stilo (il recettore del polline) è profondamente bifido (con due stigmi divergenti) e con le linee stigmatiche marginali separate. I due bracci dello stilo hanno una forma deltoide e possono essere papillosi o ricoperti da ciuffi di peli.

Frutti. I frutti sono degli acheni con pappo: il corpo (brunastro) con forme da irregolarmente ovoidali a oblunghe, compresso con 4 - 6 nervature longitudinali (senza lati prominenti), con spesse pareti, ha la forma affusolata e superficie da glabra a strigosa. Il pappo è assente oppure è formato da una coroncina di scaglie lacerate (raramente di corte setole).

## Biologia
Impollinazione: l'impollinazione avviene tramite insetti (impollinazione entomogama tramite farfalle diurne e notturne).

Riproduzione: la fecondazione avviene fondamentalmente tramite l'impollinazione dei fiori (vedi sopra).

Dispersione: i semi (gli acheni) cadendo a terra sono successivamente dispersi soprattutto da insetti tipo formiche (disseminazione mirmecoria). In questo tipo di piante avviene anche un altro tipo di dispersione: zoocoria. Infatti gli uncini delle brattee dell'involucro (se presenti) si agganciano ai peli degli animali di passaggio disperdendo così anche su lunghe distanze i semi della pianta. Inoltre per merito del pappo il vento può trasportare i semi anche a distanza di alcuni chilometri (disseminazione anemocora).

## Distribuzione e habitat
Le specie di questo genere sono distribuite negli U.S.A. meridionali e Messico.

## Sistematica
La famiglia di appartenenza di questa voce (Asteraceae o Compositae, nomen conservandum) probabilmente originaria del Sud America, è la più numerosa del mondo vegetale, comprende oltre 23.000 specie distribuite su 1.535 generi, oppure 22.750 specie e 1.530 generi secondo altre fonti (una delle checklist più aggiornata elenca fino a 1.679 generi). La famiglia attualmente (2021) è divisa in 16 sottofamiglie; la sottofamiglia Asteroideae è una di queste e rappresenta l'evoluzione più recente di tutta la famiglia.

### Filogenesi
La tribù Astereae (una delle 21 tribù della sottofamiglia Asteroideae) comprende circa 40 sottotribù. In base alle ultime ricerche nella tribù sono stati individuati (provvisoriamente) 5 principali lignaggi:
- Basal grade: include alcuni generi isolati, il gruppo "South American-Oceania",  alcune sottotribù africane e il gruppo dei generi legnosi del Madagascar.
- Bellis lineage: comprende le sottotribù eurasiatiche e una sottotribù africana.
- Aster lineage: include i generi asiatici di Asterinae e i principali gruppi dell'Australia e dell'Oceania.
- Baccharis lineage: include alcuni gruppi sudamericani.
- North American lineage: include la vasta gamma di sottotribù del Nordamerica, Messico e alcuni gruppi distribuiti nel Sudamerica.

Il genere  Xanthocephalum  (insieme alla sottotribù Machaerantherinae) è incluso nel lignaggio "North American lineage". Attualmente la sottotribù è suddivisa in 5 gruppi informali: Basal grade - Machaeranthera group - Haplopappus group - Xanthocephalum group - Lessingia group. Questo genere si trova nel "Xanthocephalum group".
I caratteri distintivi del genere sono:
- i capolini sono solitari o sorretti da lunghi peduncoli (1 – 5 cm) liberamente raggruppati in modo corimboso;
- i fiori del raggio sono ben evidenti, molto più lunghi dell'involucro;
- i frutti acheni si presentano gonfi e affusolati con 4 – 6 lati;
- il pappo è assente o formato da una bassa coroncina di scaglie disuguali.

Il numero cromosomico delle specie di questo genere è: 2n = 12.

### Elenco delle specie
Questo genere ha 5 specie:
- Xanthocephalum benthamianum Hemsl.
- Xanthocephalum centauroides  Willd.
- Xanthocephalum durangense  M.A.Lane
- Xanthocephalum gymnospermoides  (A.Gray) Benth. & Hook.f.
- Xanthocephalum humile  (Kunth) Benth. & Hook.f.

### Sinonimi
Sono elencati alcuni sinonimi per questa entità:
- Grindeliopsis Sch.Bip.
- Guenthera  Regel
- Xanthocoma  Kunth